# Protoculture
Protoculture, pseudonimo di Nate Raubenheimer (Città del Capo, ...), è un disc jockey, produttore discografico e remixer di musica trance sudafricano.

## Discografia

### Album
- Refractions (2003)
- Circadians (2006)
- Love Technology (2010)
- Music is More Than Mathematics (2014)

### Singoli
- Early Bird (2010)
- Silver/ Black Sun (2010)
- Topaz (2011)
- Cobalt / Ode To The Ocean / Down To Nothing (2012)
- Pegasus (2015)
- Sountbound (2015)
- Ulvetanna (2015)
- Asphalt (2017)